# 1316
Cette page concerne l'année 1316  du calendrier julien.
L'année 1316 est une année bissextile qui commence un jeudi.

## Événements
- Famine et épidémies en Europe du Nord de 1316 à 1317. Les difficultés frumentaires brisent l’élan démographique. 10 % de la population d’Ypres meurt de famine entre le 1er mai et le 1er novembre. Bruges, approvisionnée par des blés méditerranéens, perd 5 % de sa population[1]. Cas de cannibalisme en Angleterre et en Livonie[2].

- 6 janvier, Sultanat de Delhi[3] : Malik Kafur tente de succéder à Alâ ud-Dîn Khaljî après l’avoir peut-être empoisonné. Mais il est décapité par les gardes Türk fidèles à son fils. Mubârak exerce alors la régence pour son jeune frère, désigné comme sultan, puis lui fait crever les yeux et s’empare du trône.

- 28 janvier : attaque du château de Caerphilly[4]. Début d'une révolte des Gallois contre l'Angleterre menée par Llywelyn Bren.
- 18 mars : reddition de Llywelyn Bren[5].
- 10 avril[6] : Uguccione della Faggiuola est renversé simultanément à Lucques et à Pise.
- Avril : début du règne de Mubârak, sultan de Delhi (fin en 1320)[3].

- 5 juin : mort de Louis X de France[7].
- 12 juin : Castruccio Castracani, chef des Gibelins de Toscane, est nommé capitaine général à Lucques[8].
- 18 juin : signature de la paix de Fexhe dans la principauté de Liège[9].
- 28 juin : le comte de Poitiers, pressé de retourner à Paris occuper la charge de régent du royaume de France fait murer les accès du conclave de Lyon pour inciter les cardinaux à élire rapidement un pape.
- 12 juillet : arrivée de Philippe le Long à Paris. Il exerce la régence (fin le 19 novembre)[7].
- 7 août : élection au pontificat de Jean XXII (Jacques Duèse, évêque d’Avignon) (jusqu'en 1334)[10]. Il s'installe définitivement à Avignon et y organise la curie. Il fait preuve d’une grande activité politique et développe la centralisation et la fiscalité pontificales.
- 30 octobre : Philippe le Long prend l'oriflamme à Saint-Denis et marche contre Robert d'Artois, en guerre contre sa tante Mahaut, qui se constitue prisonnier[7].
- 15 novembre : naissance et début du règne de Jean Ier, le Posthume, roi de France[7].
- 19 novembre : mort de Jean Ier de France[11]. Début du règne de Philippe V, le Long, roi de France (jusqu'en 1322). Deux nouvelles lois fondamentales du royaume : les filles sont exclues du trône et, en cas d'absence d'héritier mâle, le roi est le plus proche parent du défunt par les hommes.

- Huit dominicains menés par Bartolomeo da Tivoli s’installent à Dongola, en Nubie. Bartolomeo da Tivoli  est nommé par le pape évêque de Dongola en 1330[12]
- Au Japon, Hōjō Takatoki (1303-1333), dernier shikken Hôjô depuis 1311, atteint sa majorité[13].
- Début du règne de Gediminas (Gédymin, 1275-1341), grand-duc de Lituanie (jusqu'en 1341)[14]. Chef païen, peut-être descendant de Mindaugas, il est proclamé chef suprême des Lituaniens après la mort de son frère Vytenis. Il prend Vilnius pour capitale.
- L'usage de la houille est interdit dans les foyers domestiques en Angleterre pour raison d'hygiène[15].